# 八神渡船

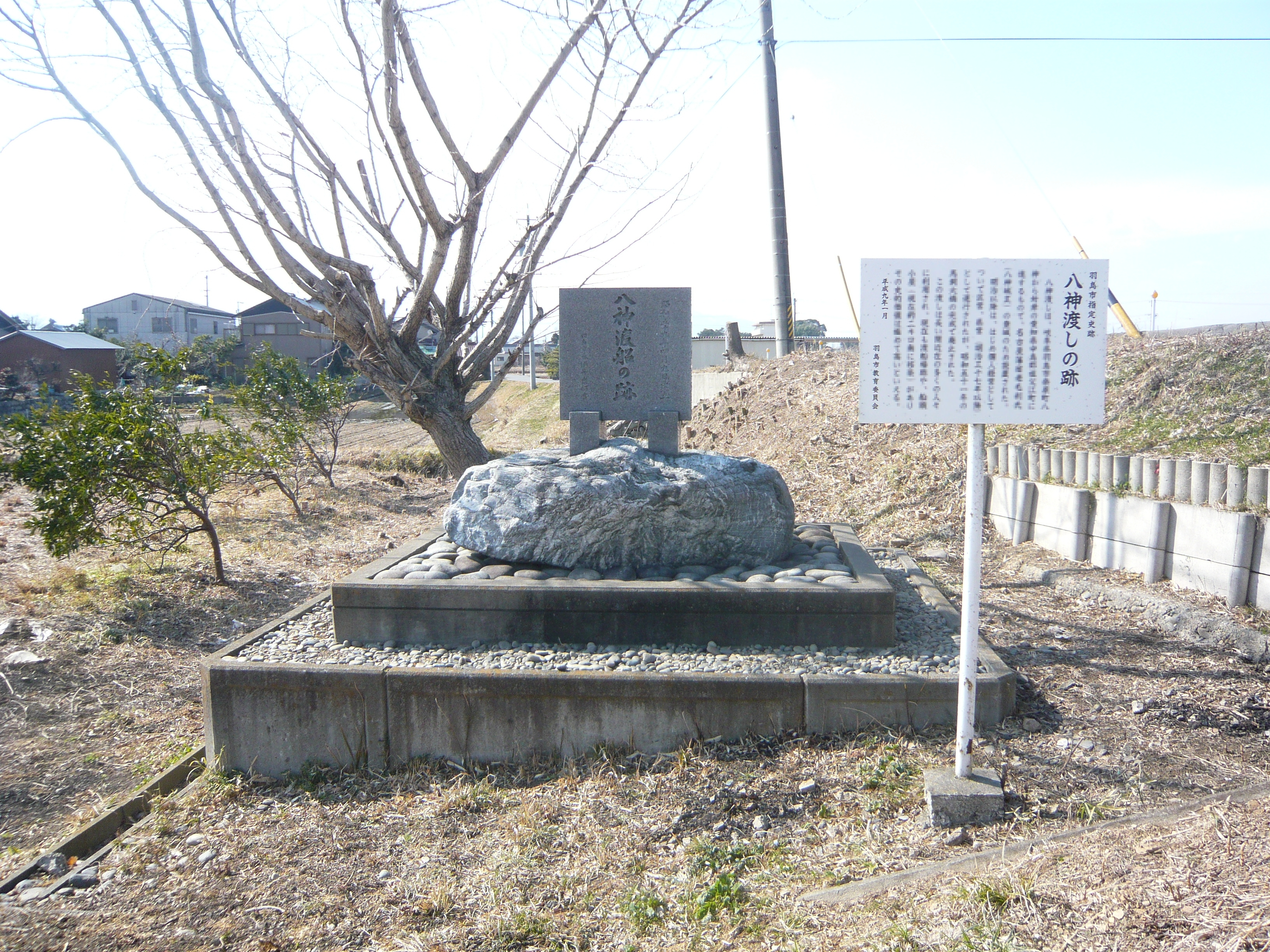
八神渡船の跡

八神渡船（やがみとせん）は、木曽川で運航されていた渡し船である。八神渡しとも呼ばれる。

## 概要
岐阜県羽島市桑原町八神から対岸の愛知県稲沢市祖父江町を結んでいたが、1976年（昭和51年）渡しの下流に馬飼大橋が完成。その年3月末その役目を終え廃止された。
現在、渡船場跡地である羽島市桑原町八神5277番地の1の先には史跡「八神渡船の跡」があり、1977年（昭和52年）に「八神渡しの跡」として羽島市指定史跡に指定されている（石碑は1984年（昭和59年）4月9日建立）。

## 歴史
江戸時代、八神城主であった毛利氏は八神から名古屋城へ登城するため八神街道を整備し、この地に渡しを設けた。
江戸時代中期には、西にある大須渡しと連携。渡しは八神村など近隣の住民に開放され木曽川の川湊として栄え、当時堤防上には食料や雑貨などを扱う店が多数並び賑わっていた。
明治以降、渡船の経営は個人、後に区営となる。1904年（明治37年）以降は県営となったが、1976年（昭和51年）渡しの下流に馬飼大橋が完成。その年3月末その役目を終え廃止された。